# NGC 290
NGC 290 là một cụm sao mở nằm trong chòm sao Đỗ Quyên. Cụm sao này được phát hiện vào ngày 5 tháng 9 năm 1826 bởi nhà thiên văn học người Scotland James Dunlop. Nó nằm cách Mặt trời khoảng 200.000 năm ánh sáng trong thiên hà Đám mây Magellan Nhỏ. Quần tinh này ước tính khoảng 30–63 triệu năm tuổi và trải dài khoảng 65 năm ánh sáng.